# اوبر سن-ماکاری
اوبر سن-ماکاری (فرانسوی: Hubert Saint-Macary‎؛ زادهٔ ۱۸ مهٔ ۱۹۴۹) هنرپیشه اهل کشور فرانسه است. وی برادر خاویر سن-ماکاری است. این هنرمند از سال ۱۹۷۵ میلادی تاکنون مشغول فعالیت بوده‌است.

## گزیدهٔ نقش‌آفرینی‌ها
- هویت بورن
- وجه نقد
- هند و چین
- پاریس
- آقا و خانم بریج
- حرکات خطرناک
- شارل کبیر